# 九里区
九里区曾经是中国江苏省徐州市所辖的一个市辖区。总面积为98平方公里，2005年人口为19.6万。区人民政府驻火花街道。2010年9月撤销，辖区分别划归划归泉山区、鼓楼区和新成立的铜山区。

## 行政区划
撤销前，九里区辖13个街道：庞庄街道、利国街道、桃园街道、三河尖街道、垞城街道、义安街道、张集街道、电厂街道、张双楼街道、九里街道、拾屯街道、苏山街道、火花街道。
2010年9月，撤销徐州市九里区。将原九里区庞庄街道办事处的拾东村划归九里街道办事处，将调整后的九里街道办事处划归鼓楼区管辖；将原九里区的火花、苏山、桃园、庞庄（不含拾东村）4个街道办事处划归泉山区管辖；将原九里区的义安、利国、张集、垞城、电厂、张双楼、三河尖、拾屯8个街道办事处划归铜山县管辖。